# Gigi (romance)
Gigi (pronunciada(o) [ʒi.ʒi]) é um romance de 1944 da escritora francesa Colette. A trama se concentra em uma jovem parisiense que está sendo preparada para uma carreira como cortesã e seu relacionamento com um homem rico e culto chamado Gaston, que se apaixona por ela e acaba se casando com ela.
O romance foi traduzido para o inglês por Roger Senhouse e publicado (com "The Cat" traduzido por Antonia White) em 1953.
A história de vida de Yola Letellier, esposa de Henri Letellier (editor do Le Journal e prefeito de Deauville (1925–1928)), foi a inspiração para o romance.

## Adaptações
A novela foi a base para um filme francês de 1949, estrelado por Danièle Delorme e Gaby Morlay.
Em 1951, foi adaptado para o palco por Anita Loos. Colette escolheu pessoalmente a ainda desconhecida Audrey Hepburn à primeira vista para interpretar o papel-título. Sua tia Alicia foi interpretada pela lenda do palco Cathleen Nesbitt, que se tornaria a mentora de atuação de Hepburn a partir de então. Estreando na Broadway no Fulton Theatre em 24 de novembro de 1951, a peça teve 219 apresentações (terminando em 31 de maio de 1952) e a estreia de Hepburn na Broadway lhe rendeu um Theatre World Award.
Uma versão cinematográfica musical de 1958, estrelada por Leslie Caron no papel-título, com roteiro de Alan Jay Lerner e trilha sonora de Lerner e Frederick Loewe, ganhou o Oscar de Melhor Filme. Lerner e Loewe adaptaram o filme para um musical teatral expurgado de 1973 que não teve sucesso, mas foi revivido na Broadway em 2015.